# 鞭叶蕨
鞭叶蕨（学名：[Cyrtomidictyum lepidocaulon] 错误：{{Lang}}：文本有斜体标记（帮助）），为鳞毛蕨科鞭叶蕨属下的一个植物种。